# Georg Pagels

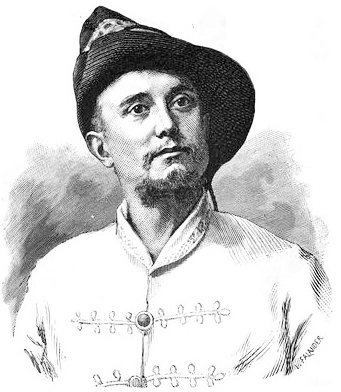
Georg Pagels. Träsnitt av Ida Falander.

Georg Vilhelm Pagels, född 18 februari 1855 i Lilla Malma socken, död 31 mars 1891 i Gabon, var en svensk afrikaresande.
Pagels blev 1878 underlöjtnant vid Södermanlands regemente och 1887 löjtnant i armén. Från 1883 till 1886 var han anställd i Kongostatens tjänst, där han anlade stationen Kwamotu och 1885 blev han chef för Ekvatorstationen. Efter ett besök i hemlandet återvände han 1890 som privatman till Kongo för att inleda handelsförbindelser för en svensk firma.
Pagels skildrade sina erfarenheter i Kongo i andra delen av Tre år i Kongo. Under vistelsen i Kongo gjorde han betydande etnografiska samlingar.
Georg Pagels var även ombud för Nordiska Museet där han bland annat början av 1880-talet rest runt i Småland, Blekinge och Skåne för museets räkning och samlat in etnografiska föremål.  (Notis, kolumn sex i Malmö Nya Allehanda 12 februari 1881.)